# 국제 요트 연맹
국제 요트 연맹(International Sailing Federation)은 세일링, 요트 경주 등을 관할하는 국제 스포츠 연맹이다.